# Вулиця Миколи Плав'юка (Київ)
Ву́лиця Мико́ла Плав'ю́ка — вулиця в Оболонському районі міста Києва, промислова зона Оболонь. Пролягає від вулиці Ореста Субтельного до Набережно-Рибальської дороги.

## Історія
Виникла наприкінці 2010-х під проектною назвою вулиця Проектна 13093. Названа на честь українського політичного і громадського діяча в еміграції, останнього Президента УНР в екзилі Миколи Плав'юка — з 2018 року.